# Dictyna bostoniensis
Dictyna bostoniensis är en spindelart som beskrevs av James Henry Emerton 1888. Dictyna bostoniensis ingår i släktet Dictyna och familjen kardarspindlar. Inga underarter finns listade i Catalogue of Life.